# Hvězdník
Hvězdník (Hippeastrum) je rod jednoděložných rostlin z čeledi amarylkovité, zahrnující téměř stovku druhů. Jeho přirozený areál zahrnuje tropické a subtropické oblasti Ameriky od Kostariky po severní Argentinu. Některé druhy zdomácněly i v jiných částech světa, zejména v Mexiku, jižních státech USA, Karibských ostrovech nebo subsaharské Africe. Hvězdníky se pěstují jako pokojové rostliny zejména kvůli svým velkým, výrazným květům. Kvůli dřívějším zmatkům v pojmenovávání jsou kultivary této rostliny běžně známé jako „amarylis“.

## Popis
Hvězdníky jsou cibulnaté rostliny, cibule dosahují v průměru 5–12 cm. Z nich vyrůstá zpravidla 2–7 listů dlouhých 30–90 cm a širokých 2,5–5 cm. Stvol je rovný a dlouhý 30–75 cm, v závislosti na druhu nese 2–15 velkých květů, přičemž každý květ je velký 13–20 cm a obsahuje 6 nápadně zbarvených okvětních lístků. Květy jsou jednobarevné, vícebarevné nebo s barevnými přechody všech barev kromě modré.[zdroj?]

## Druhy a kultivace
Souhrnným názvem pro většinu pěstovaných hvězdníků je Hippeastrum x hortorum, na jehož vzniku se podílely hlavně druhy H. vittatum a H. leopoldii. Existuje asi 3000 hybridů,[zdroj?] které oproti původním planým druhům vykazují bujnější vzrůst a nejrůznější barvy květů (červené, bílé, růžové, žluté…). Mezi další významné pěstované druhy patří H. aulicum, H. psittacinum, H. rutilum či H. reginae.

## Pěstování
Hvězdníky jsou trvalky. Daří se jim v půdě s mírně kyselou reakcí půdního roztoku (pH 5,5–6), pro pěstování je možné použít směs staré listovky, drnovky, písku a pařeništní země. Kvetou v prosinci až červnu, v době květu a růstu vyžadují vydatnou zálivku, prospívá jim též hnojení, nejlépe zředěným kravincem. Optimální teplota pro hvězdník v době vegetace je 17–20 °C. Na konci léta je možné omezit zálivku a tím převést rostlinu do vegetačního klidu, čímž se podpoří její kvetení v následující sezóně. V této mimovegetační době teplotní nároky rostliny klesají asi na 10 °C. Hvězdníky je možné množit jak vegetativně oddělováním dceřiných cibulek nebo několika různými způsoby nařezání mateční cibule, tak i generativně semeny.

## Toxicita
Toxický alkaloid lykorin se nachází v celé rostlině, v největším množství v cibuli, proto není radno hvězdník konzumovat.